# 布鲁瓦区
布鲁瓦县（District de la Broye），瑞士弗里堡州辖区，总面积173.88平方公里，总人口28,448（2011年12月31日）。布鲁瓦县辖有30个市镇。